# Paramecium
Парамеції[усталений термін?], або туфельки (Paramecium) — рід інфузорій, що включає кілька сотень видів, у тому числі багато видів-двійників. Довжина тіла різних представників становить від 50 до 350 мікрометрів.

## Будова і біологія
Війки вкривають тіло парамецій, їх скорочення дозволяє клітині рухатися вперед. Ротова борозенка покрита навколоротовими війками, які приганяють їжу в клітинну глотку парамецій. Живляться бактеріями й іншими дрібними одноклітинними організмами. Деякі види (Paramecium bursaria) мають ендосимбіонтів-зоохлорел, від яких отримують більшу частину їжі. Відомий також симбіоз Paramecium aurelia з бактеріями (каппа-частками), який перетворює штами інфузорій в «кілерні». Кілерні штами виділяють в навколишнє середовище каппа-частинки, які при поглинанні їх чутливими (позбавленими каппа-частинок) штамами викликає їх загибель. Осморегуляція здійснюється двома скоротливими вакуолями, які активно виводять з клітини воду, що потрапила з навколишнього середовища. Парамеції віддають перевагу кислим умовам середовища.

## Види
- Paramecium africanum Dragesco, 1970
- Paramecium aurelia-complex (містить ряд біологічних видів, таких як P. primaurelia, P. biaurellia, тощо)
- Paramecium bursaria (Ehrenberg, 1831) Focke, 1836
- Paramecium calkinsi Woodruff, 1921
- Paramecium caudatum Ehrenberg, 1834
- Paramecium chlorelligerum Kahl, 1935
- Paramecium duboscqui Chatton & Brachon, 1933
- Paramecium jankowskii Dragesco, 1972
- Paramecium jenningsi Diller & Earl, 1958
- Paramecium nephridiatum Gelei, 1925
- Paramecium polycaryum Woodruf, 1923
- Paramecium pseudotrichium Dragesco, 1970
- Paramecium putrinum Claparède & Lachmann, 1859
- Paramecium schewiakoffi Fokin, Przybos, Chivilevc, §, 2004
- Paramecium sonneborni Aufderheide, Daggett & Nerad, 1983
- Paramecium ugandae Dragesco, 1972
- Paramecium wichtermani Mohammed and Nashed, 1968–1969
- Paramecium woodruffi Wenrich, 1928